# Travancoria
Genre
Travancoria est un genre de poissons téléostéens de la famille des Balitoridae et de l'ordre des Cypriniformes. C'est un genre de loches de ruisseaux de colline endémique de l'Inde.

## Liste des espèces
Selon FishBase (12 juillet 2015)' :
- Travancoria elongata Pethiyagoda & Kottelat, 1994
- Travancoria jonesi Hora, 1941